# West Bexington

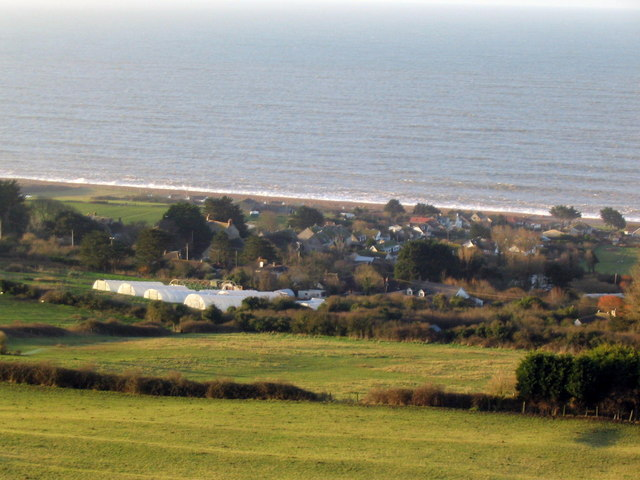
West Bexington vue de l’intérieur des terres

West Bexington est un village du Sud du Dorset, en Angleterre, situé juste au-dessus de la plage de Chesil à environ 9,7 km (6 miles) au sud-est de la ville de Bridport. Il appartient au district administratif de West Dorset et forme une partie de la Paroisse civile de Puncknowle. La cote à cet endroit fait partie de la « côte jurassique », qui est un site qui fait partie du Patrimoine mondial de l 'humanité.

## Histoire
Dans le Domesday Book de 1086, il est noté que le village de West Bexington est orthographié sous le nom de Bessintone et comportait alors 20 maisons, qui étaient la propriété de Roger Arundel.
Mais la présence des maisons actuelles datent en fait de leur construction qui attestée entre les années 1919 et 1939 et située sur le terrain d’une ferme, qui avait été vendue parce que l’exploitation agricole en avait été abandonnée. À cette époque une piscine avait aussi été construite sur la plage.

## Réserve Naturelle
Le village de “ West Bexington” donne accès à la plage de Chesil. Cette réserve naturelle de West Bexington est l’une des rares réserves côtières sauvages du Dorset Wildlife Trust (en). Elle présente une importance internationale par les rares espèces végétales, qui y poussent et peuvent proliférer (Fenouil marin ou Perce-pierre,betterave maritime, Sea Campion (en), Crambe maritime,Lavatère, Vicia cracca,Wild Carrot (en), Persil sauvage, Douce-amère, Pavot jaune des sables et Iris (genre végétal) jaunes).